# 인천마전고등학교
인천마전고등학교(仁川麻田高等學校)는 대한민국 인천광역시 서구 마전동에 있는 공립 고등학교이다.

## 학교 연혁
- 2016년 3월 1일 : 초대 김귀술 교장 취임
- 2016년 3월 1일 : 인천마전고등학교 개교
- 2016년 3월 4일 : 제1회 입학식(1학년 8학급 239명 입학)
- 2019년 1월 8일 : 제1회 졸업식(3학년 8학급 237명 졸업)
- 2024년 2월 5일 : 제6회 졸업식(3학년 8학급 236명 졸업)
- 2024년 3월 4일 : 제9회 입학식(1학년 8학급 268명 입학)
- 2024년 9월 1일 : 제3대 김은미 교장 취임

## 참고 자료
- 인천마전고등학교 - 한국교육학술정보원 학교알리미